# Rennweg 72 (Nürnberg)

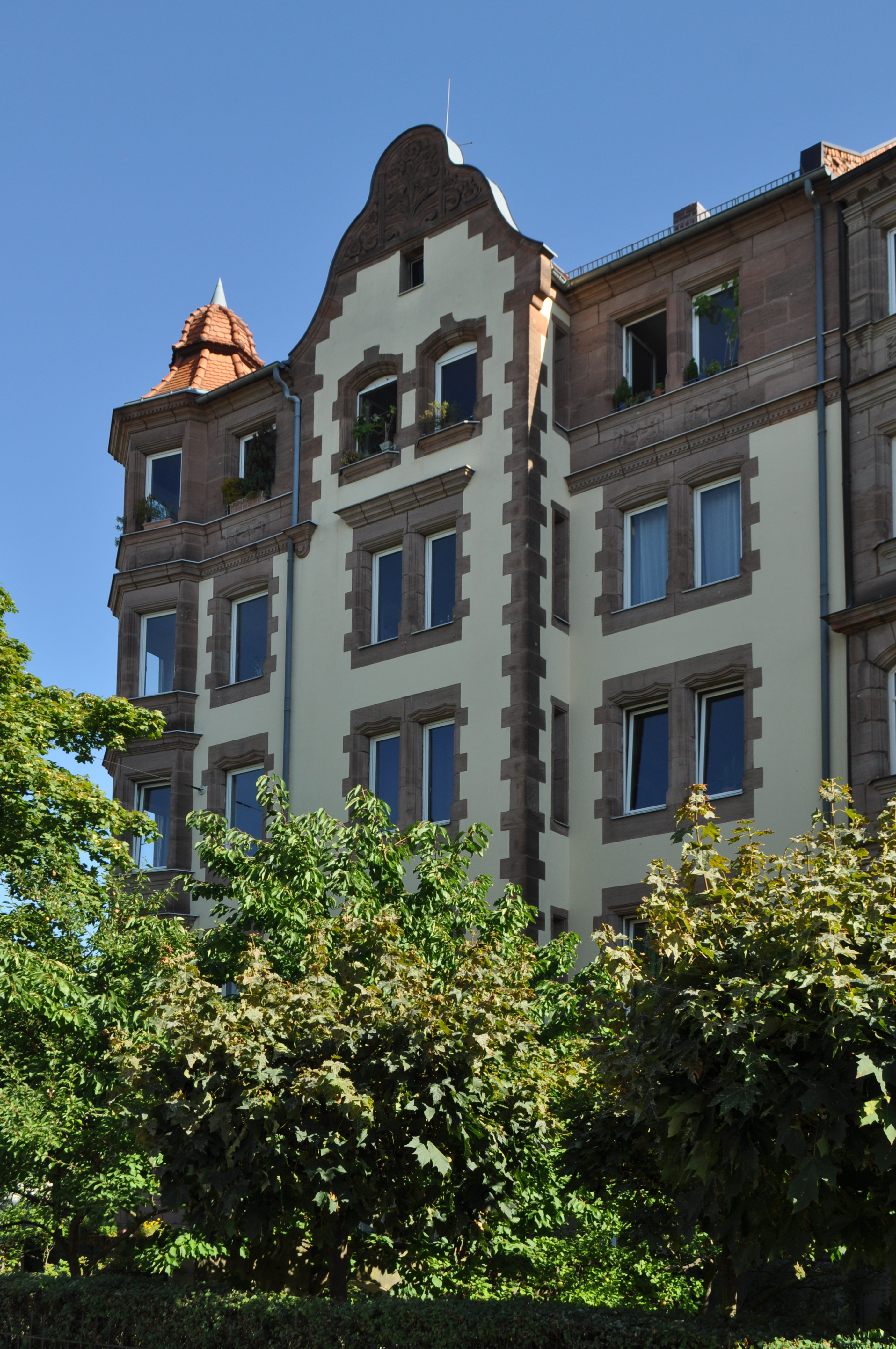
Straßenansicht

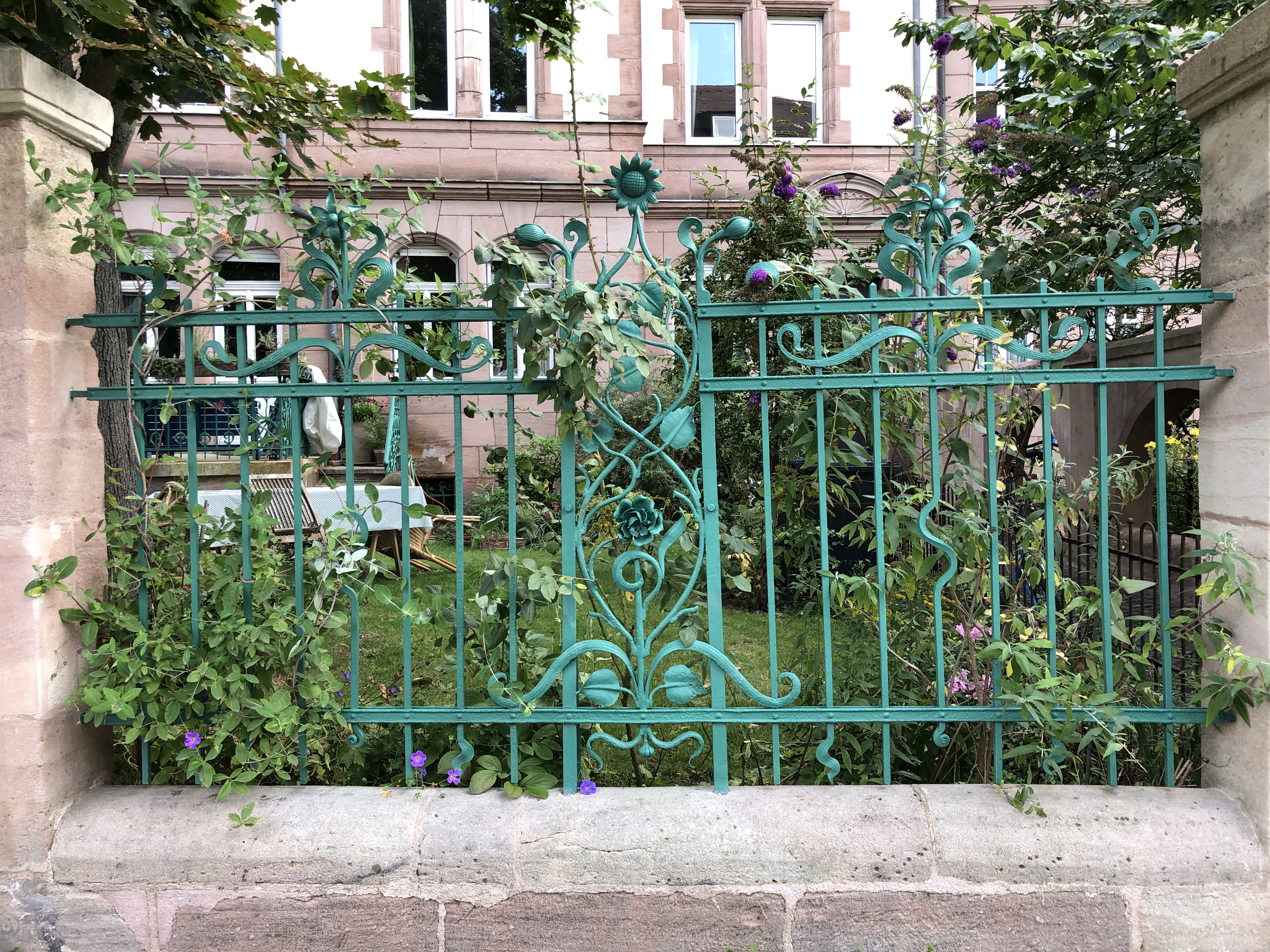
Teil der unter Denkmalschutz stehenden Jugendstilzaunanlage Rennweg 72. Straßenansicht

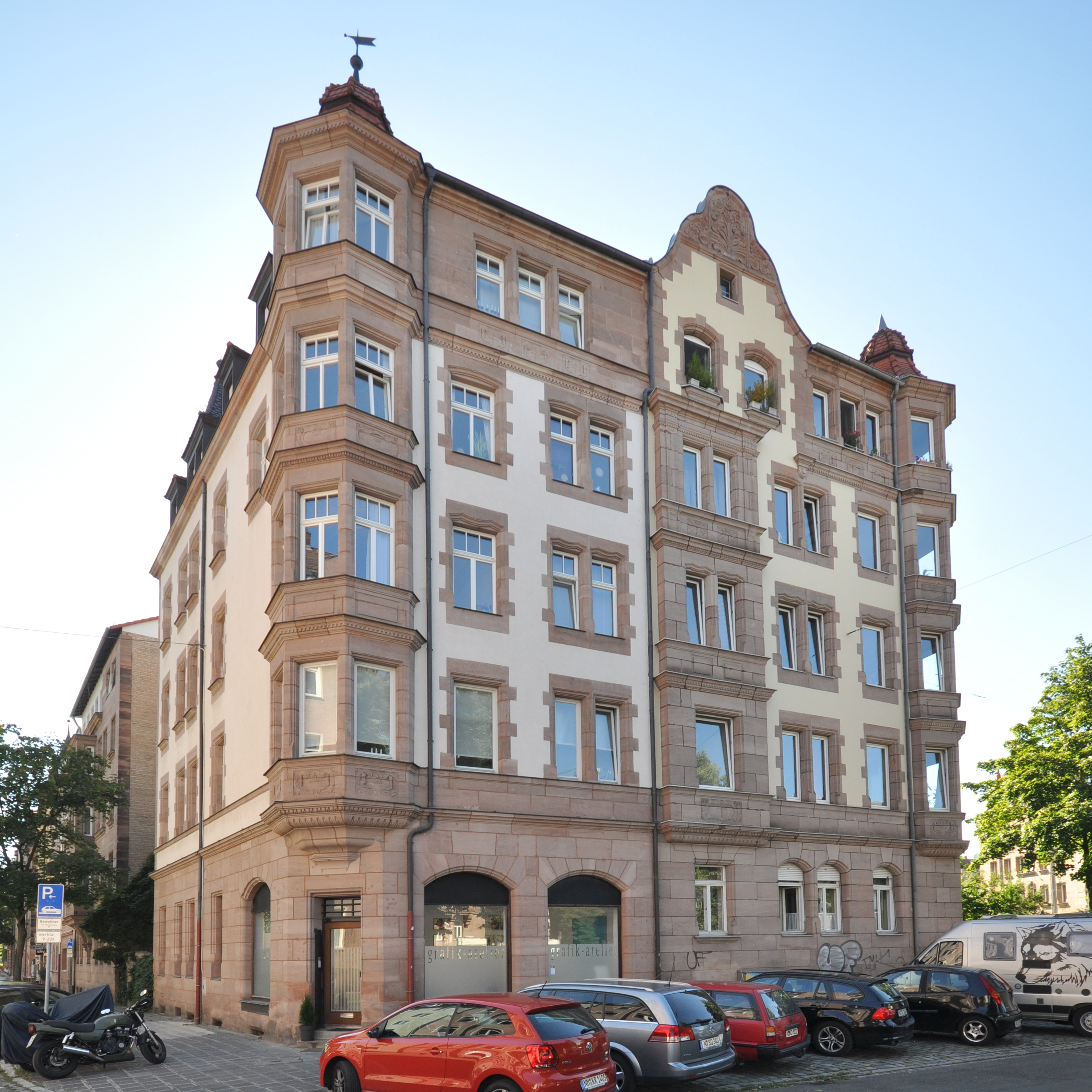
Gebäude Adamstraße 45 (links) und Rennweg 72 (rechts). Straßenansicht

Das Mehrfamilienhaus Rennweg 72 in Nürnberg ist ein unter Denkmalschutz stehendes Baudenkmal. 
Das fünfgeschossige Mietshaus in Ecklage wurde um 1901 bzw. 1903 gebaut und verfügt über eine aufwändige und mit Jugendstilelementen verzierte Vorgartenzaunlage. Der entwerfende Architekt war Michael Wiessner.

## Zeit vor der Erbauung
Das Gelände zwischen Rennweg und Adamstrasse, auf welchem sich auch das Gebäude Rennweg 72 (bis 1905 „Rennwegstraße“ 38) befindet, war 1708 ein Garten, der die Nummer 121 trug und „zum hohen Sradel“ bezeichnet wurde. Am südlichen Teil des Rennwegs befand sich eine kleine Hofanlage.

## Ehemalige Bewohner
Zu den ersten Bewohnern des Hauses zählte der Kulturhistoriker Dr. Heinrich Heerwagen (1874–1942). Heerwagen promovierte 1899 in Heidelberg und war von 1900 bis 1939 in der Bibliothek des Germanischen Nationalmuseums tätig; ab 1934 als Abteilungsdirektor und Leiter der Bibliothek. In dem Haus Rennweg 72 bewohnte er mit seiner Familie die Wohnung im obersten Stockwerk.
In dem Haus lebte 1932 der Zeichenlehrer Walter Möhring. Er war Inspektor des Zeichenunterrichts an den Nürnberger Volksschulen und Direktor am „Offenen Zeichensaal“, einem Projekt zur Erwachsenenbildung, welches er 1910 initiierte. Am Tag seiner Suspendierung, dem 1. Juli 1933, setzte er seinem Leben ein Ende.